# ويبتوفت
ويبتوفت هي قرية صغيرة وأبرشية مدنية تَقع في شمال شرق مقاطعة وارويكشاير، إنجلترا. كانت القرية في الأصل مِن ضمن أبرشية كلايبروك ماغنا في مقاطعة ليسترشاير وتتكون في الغالب مِن مُجتمع زراعي. بلغ عدد سكانها حسب تعداد عام 2001 حَوالي 50 نسمة.
بسبب موقعها المُتواجد في وادٍ محمي جنوب هاي كروس مباشرة، بالإضافة إلى وجود اكتشافات محلية للعملات المعدنية والأعمال الحجرية الرومانية، فقد توقع بعض المؤرخين أنها تقع في موقع مستوطنة رومانيَّة؛ يعتقد وليام دوجديل [الإنجليزية] أنها احتلت موقع مدينة كليشستر الرومانية.
تتكون ويبتوت من طريق واحد ضيق يسمى غرين لاين (حَرفيًّا المسار الاخضر). ونظرًا لصغر حجمها، فهي لا تحتوي على متاجر ولا حانات، ولكن بها كنيسة صغيرة مخصصة للقديسة ماري. تعبر الرعية الكنسية حدود المقاطعة وبالتالي تقع في أبرشية ليستر.
اسم القرية يعود إلى اللغة النوردية القديمة، وقد ورد في كتاب يوم القيامة باسم Wibetot.